# Côte d'Ivoire aux Jeux olympiques d'été de 2024
La Côte d'Ivoire a participé aux Jeux olympiques de 2024 à Paris. Il s'agissait de sa 15e participation à des Jeux olympiques d'été.
Le taekwondoïste Cheick Cissé et l'athlète Marie-Josée Ta Lou ont été nommés porte-drapeaux de la délégation en juin 2024. Cependant Ta Lou a été remplacée par Maboundou Koné pour la cérémonie d'ouverture. Cheick Cissé a remporté une médaille de bronze dans la catégorie des plus de 80 kg Hommes.

## Nombre d’athlètes qualifiés par sport
La Côte d'Ivoire comptait 13 athlètes dans 4 sports aux Jeux olympiques d'été de 2024.
| Sport      | Hommes | Femmes | Total |
| ---------- | ------ | ------ | ----- |
| Athlétisme | 2      | 5      | 7     |
| Escrime    | 1      | 1      | 2     |
| Judo       | 0      | 1      | 1     |
| Taekwondo  | 1      | 2      | 3     |
| Total      | 4      | 9      | 13    |

## Bilan général
| Sport      | Médaille d'or, Jeux olympiques | Médaille d'argent, Jeux olympiques | Médaille de bronze, Jeux olympiques | Total | Rang pays |
| ---------- | ------------------------------ | ---------------------------------- | ----------------------------------- | ----- | --------- |
| Athlétisme | 0                              | 0                                  | 0                                   | 0     | -         |
| Escrime    | 0                              | 0                                  | 0                                   | 0     | -         |
| Judo       | 0                              | 0                                  | 0                                   | 0     | -         |
| Taekwondo  | 0                              | 0                                  | 1                                   | 1     | 3e        |
| Total      | 0                              | 0                                  | 1                                   | 1     | 84e       |

| Jour    | Médaille d'or, Jeux olympiques | Médaille d'argent, Jeux olympiques | Médaille de bronze, Jeux olympiques | Total |
| ------- | ------------------------------ | ---------------------------------- | ----------------------------------- | ----- |
| 10 août | 0                              | 0                                  | 1                                   | 1     |
| Total   | 0                              | 0                                  | 1                                   | 1     |

| Sexe   | Médaille d'or, Jeux olympiques | Médaille d'argent, Jeux olympiques | Médaille de bronze, Jeux olympiques | Total |
| ------ | ------------------------------ | ---------------------------------- | ----------------------------------- | ----- |
| Hommes | 0                              | 0                                  | 1                                   | 1     |
| Femmes | 0                              | 0                                  | 0                                   | 0     |
| Mixte  | 0                              | 0                                  | 0                                   | 0     |
| Total  | 0                              | 0                                  | 1                                   | 1     |

## Médaillés
| Sport     | Discipline                  | Athlète      | Date         |
| --------- | --------------------------- | ------------ | ------------ |
| Taekwondo | Catégorie des +80 kg Hommes | Cheick Cissé | 10 août 2024 |

## Résultats

### Athlétisme

#### Hommes
| Athlètes        | Épreuve | Premier tour (ou tour préliminaire) | Premier tour (ou tour préliminaire) | Repêchage (ou premier tour) | Repêchage (ou premier tour) | Demi-finales | Demi-finales | Finale  | Finale  |
| Athlètes        | Épreuve | Temps                               | Rang                                | Temps                       | Rang                        | Temps        | Rang         | Temps   | Rang    |
| --------------- | ------- | ----------------------------------- | ----------------------------------- | --------------------------- | --------------------------- | ------------ | ------------ | ------- | ------- |
| Arthur Cissé    | 100 m   | 10 s 31                             | 6e                                  | Éliminé                     | Éliminé                     | Éliminé      | Éliminé      | Éliminé | Éliminé |
| Cheickna Traoré | 200 m   | 20 s 54                             | 6e                                  | Non disputé                 | Non disputé                 | Éliminé      | Éliminé      | Éliminé | Éliminé |

#### Femmes
| Athlètes                                                                         | Épreuve          | Premier tour (ou tour préliminaire) | Premier tour (ou tour préliminaire) | Repêchage (ou premier tour)    | Repêchage (ou premier tour)    | Demi-finales                   | Demi-finales                   | Finale                         | Finale                         |
| Athlètes                                                                         | Épreuve          | Temps                               | Rang                                | Temps                          | Rang                           | Temps                          | Rang                           | Temps                          | Rang                           |
| -------------------------------------------------------------------------------- | ---------------- | ----------------------------------- | ----------------------------------- | ------------------------------ | ------------------------------ | ------------------------------ | ------------------------------ | ------------------------------ | ------------------------------ |
| Marie-Josée Ta Lou                                                               | 100 m            | 10 s 87                             | 1re                                 | Non disputé                    | Non disputé                    | 11 s 01                        | 2e                             | 13 s 84                        | 8e                             |
| Maboundou Koné                                                                   | 100 m            | 11 s 17                             | 4e                                  | Éliminée                       | Éliminée                       | Éliminée                       | Éliminée                       | Éliminée                       | Éliminée                       |
| Marie-Josée Ta Lou                                                               | 200 m            | Non disputé (cause: blessure),      | Non disputé (cause: blessure),      | Non disputé (cause: blessure), | Non disputé (cause: blessure), | Non disputé (cause: blessure), | Non disputé (cause: blessure), | Non disputé (cause: blessure), | Non disputé (cause: blessure), |
| Maboundou Koné                                                                   | 200 m            | 22 s 87                             | 4e                                  | 22 s 89                        | 1re                            | 22 s 65                        | 5e                             | Éliminée                       | Éliminée                       |
| Jessika Gbaï                                                                     | 200 m            | 22 s 61                             | 2e                                  | Non disputé                    | Non disputé                    | 22 s 36                        | 3e                             | 22 s 70                        | 8e                             |
| Marie-Josée Ta Lou Maboundou Koné Jessika Gbaï Murielle Ahouré-Demps Whitney Tié | Relais 4 × 100 m | 42 s 64                             | 4e                                  | Non disputé                    | Non disputé                    | Non disputé                    | Non disputé                    | Disqualifiée                   | Disqualifiée                   |

### Escrime
| Athlète         | Compétition        | Seizièmes de finale    | Huitièmes de finale | Quarts de finale | Demi-finales     | Finale           | Rang |
| Athlète         | Compétition        | Adversaire Score       | Adversaire Score    | Adversaire Score | Adversaire Score | Adversaire Score | Rang |
| --------------- | ------------------ | ---------------------- | ------------------- | ---------------- | ---------------- | ---------------- | ---- |
| Jérémy Keryhuel | Fleuret individuel | Massialas Défaite 3-15 | Éliminé             | Éliminé          | Éliminé          | Éliminé          | 26e  |

| Athlète        | Compétition        | 1/32 de finale       | Seizièmes de finale | Huitièmes de finale | Quarts de finale | Demi-finales     | Finale           | Rang |
| Athlète        | Compétition        | Adversaire Score     | Adversaire Score    | Adversaire Score    | Adversaire Score | Adversaire Score | Adversaire Score | Rang |
| -------------- | ------------------ | -------------------- | ------------------- | ------------------- | ---------------- | ---------------- | ---------------- | ---- |
| Maxine Esteban | Fleuret individuel | Ranvier Défaite 7-15 | Éliminée            | Éliminée            | Éliminée         | Éliminée         | Éliminée         | 23e  |

### Judo
| Athlète                  | Compétition    | Seizièmes de finale                | Huitièmes de finale | Quart de finale     | Demi-finale         | Repêchage           | Finale / CB         | Rang     |
| Athlète                  | Compétition    | Adversaire Résultat                | Adversaire Résultat | Adversaire Résultat | Adversaire Résultat | Adversaire Résultat | Adversaire Résultat | Rang     |
| ------------------------ | -------------- | ---------------------------------- | ------------------- | ------------------- | ------------------- | ------------------- | ------------------- | -------- |
| Zouleiha Abzetta Dabonné | Moins de 57 kg | battu par Aminova Shukurjon 10 - 0 | Éliminée            | Éliminée            | Éliminée            | Éliminée            | Éliminée            | Éliminée |

### Taekwondo
| Athlète      | Compétition   | Huitièmes de finale               | Quart de finale              | Demi-finale                      | Repêchage           | Finale / CB                   | Rang                                |
| Athlète      | Compétition   | Adversaire Résultat               | Adversaire Résultat          | Adversaire Résultat              | Adversaire Résultat | Adversaire Résultat           | Rang                                |
| ------------ | ------------- | --------------------------------- | ---------------------------- | -------------------------------- | ------------------- | ----------------------------- | ----------------------------------- |
| Cheick Cissé | Plus de 80 kg | a battu Mehgipounejad Kasra 2 - 0 | a battu Healy Jonathan 2 - 0 | battu par Cunninghan Caden 2 - 1 | Non Disputé         | a battu Sansores Carlos 2 - 1 | Médaille de bronze, Jeux olympiques |

| Athlète       | Compétition    | Huitièmes de finale              | Quart de finale     | Demi-finale         | Repêchage                         | Finale / CB         | Rang     |
| Athlète       | Compétition    | Adversaire Résultat              | Adversaire Résultat | Adversaire Résultat | Adversaire Résultat               | Adversaire Résultat | Rang     |
| ------------- | -------------- | -------------------------------- | ------------------- | ------------------- | --------------------------------- | ------------------- | -------- |
| Ruth Gbagbi   | Moins de 67 kg | battu par Viviana Márton 2 - 1   | Non disputé         | Non disputé         | battu par Teachout Kristina 2 - 1 | Éliminée            | Éliminée |
| Astan Bathily | Plus de 67 kg  | battu par Osipova Svetlana 2 - 1 | Non disputé         | Non disputé         | battu par McGowan Rebecca 2 - 0   | Éliminée            | Éliminée |